# Dinoponera
Dinoponera é um gênero de insetos, pertencente a família Formicidae.
As formigas deste grupo são grandes, as fêmeas medindo mais de 22 mm e os machos mais de 12 mm.
Nas espécies deste gênero, houve perda da formiga-rainha, e assim a reprodução é realizada por operárias férteis, chamadas gamergate. Todas as operárias tem potencial reprodutivo, mas uma hierarquia dentro da colônia determina que geralmente apenas uma efetivamente bote ovos. Caso outra fêmea coloque ovos, a fêmea alfa tipicamente os identifica e ingere.
O gênero ocorre na América do Sul, sendo que todas as espécies já foram encontradas no Brasil, com ao menos uma ocorrendo em cada região do país. Algumas espécies ocorrem também na Colômbia, Equador, Peru, Bolívia, Paraguai and Argentina.

## História
O gênero foi descrito pela primeira vez por Roger, em 1861, sendo a espécie-tipo Ponera gigantea, transferida para Dinoponera.
Em 1971, Kempf realizou a primeira revisão taxonômica do grupo, elevando algumas subespécies a nível de espécie. Em 2013, Lenhart et al. revisaram o gênero novamente, descrevendo duas novas espécies. Em 2021, Dias e Lattke redescreveram o gênero e todas as suas espécies, com base na análise de 1145 espécimes. Dias e Lattke reviveram a espécie Dinoponera grandis, e também consideraram D. australis e D. snellingi como sinônimas dela.
De acordo com análise molecular de Schmidt (2013), é grupo irmão do gênero Pachycondyla.

## Espécies
Conforme descrição de Dias e Lattke (2021), as oito espécies do gênero são:
- Dinoponera gigantea Perty, 1833
- Dinoponera grandis Guérin-Menéville, 1838
- Dinoponera hispida Lenhart, Dash & Mackay, 2013
- Dinoponera longipes Emery, 1901
- Dinoponera lucida Emery, 1901
- Dinoponera mutica Emery, 1901
- Dinoponera nicinha Dias & Lattke, 2021
- Dinoponera quadriceps Kempf, 1971